# Юровка (Мелитополь)
Юровка — исторический район Мелитополя, включающий в себя частный сектор в северо-западной части города.

## Географическое положение
С востока Юровка отделена от города железной дорогой, вдоль которой проходит улица Линейная. Интеркультурная улица пересекает железную дорогу по мосту, а пешеходный мост ведёт из Юровки к железнодорожному вокзалу. К югу и юго-западу от Юровки находится Новый Мелитополь, к северу — Авиагородок. К Востоку от района протекает Песчанский ручей, находятся дачи и военный аэродром.

## История
Дата возникновения Юровки точно не известна. Гипотеза о том, что возникновение посёлка было связано со строительством Лозово-Севастопольской железной дороги, подтверждения не находит.
Первое упоминание о Юровке удаётся найти в Памятной книжке Таврической губернии за 1900 год. Тогда в Юровке уже насчитывалось 72 двора и проживало 842 человека. Посёлок относился к Кизиярскому сельскому обществу Терпеньевской волости Мелитопольского уезда.
В 1919 году здесь родился будущий Герой Советского Союза Сергей Бесчастный.
22 мая 1928 года Малый Президиум Всеукраинского Центрального Исполнительного Комитета изменил городскую черту Мелитополя, и Юровка вошла в состав города.
В настоящее время Юровка является самым криминальным районом Мелитополя — на неё приходится половина вызовов городской полиции.

## Предприятия
- Мелитопольское вагонное депо
- Мелитопольское локомотивное депо

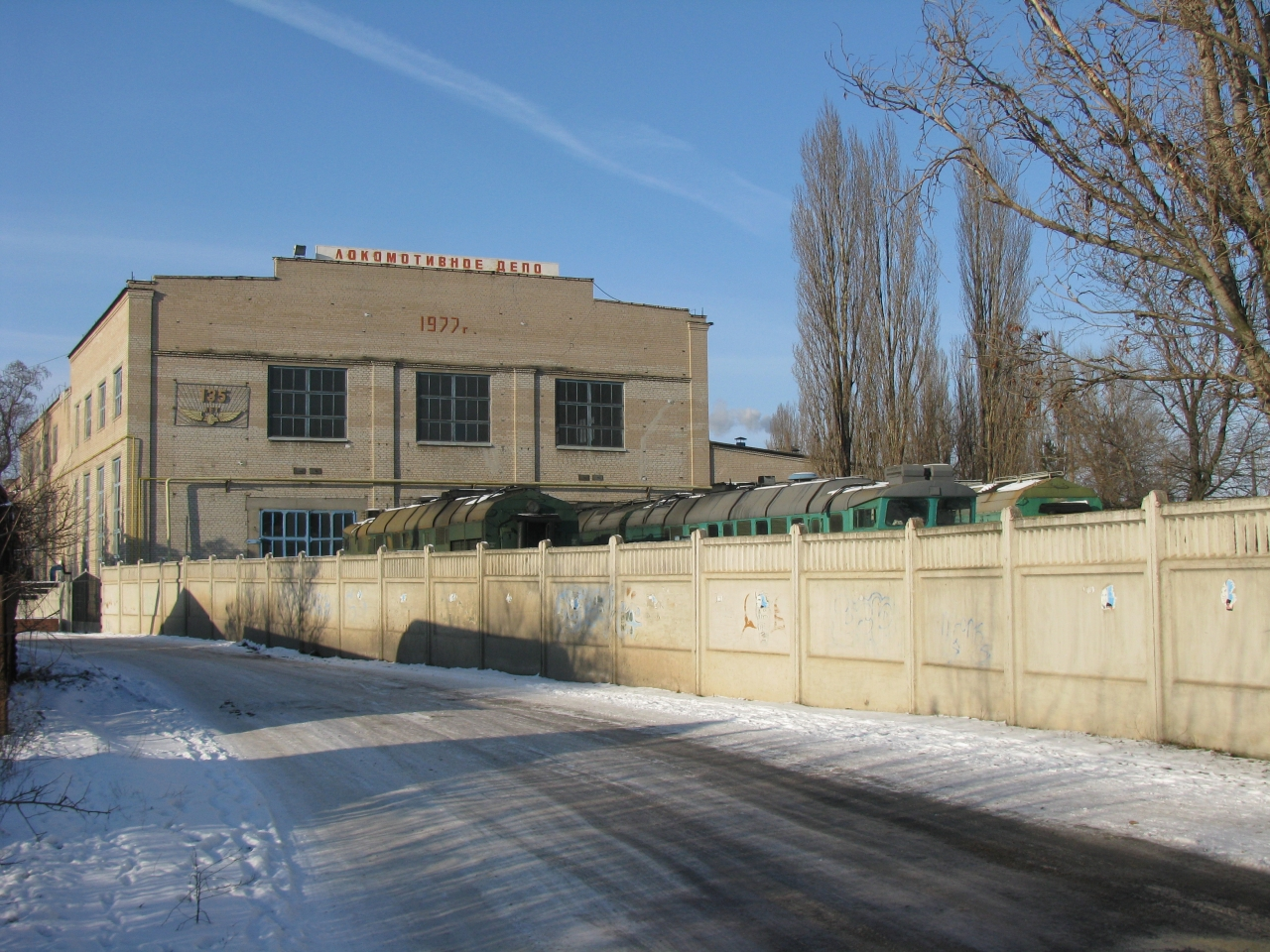
Локомотивного депо
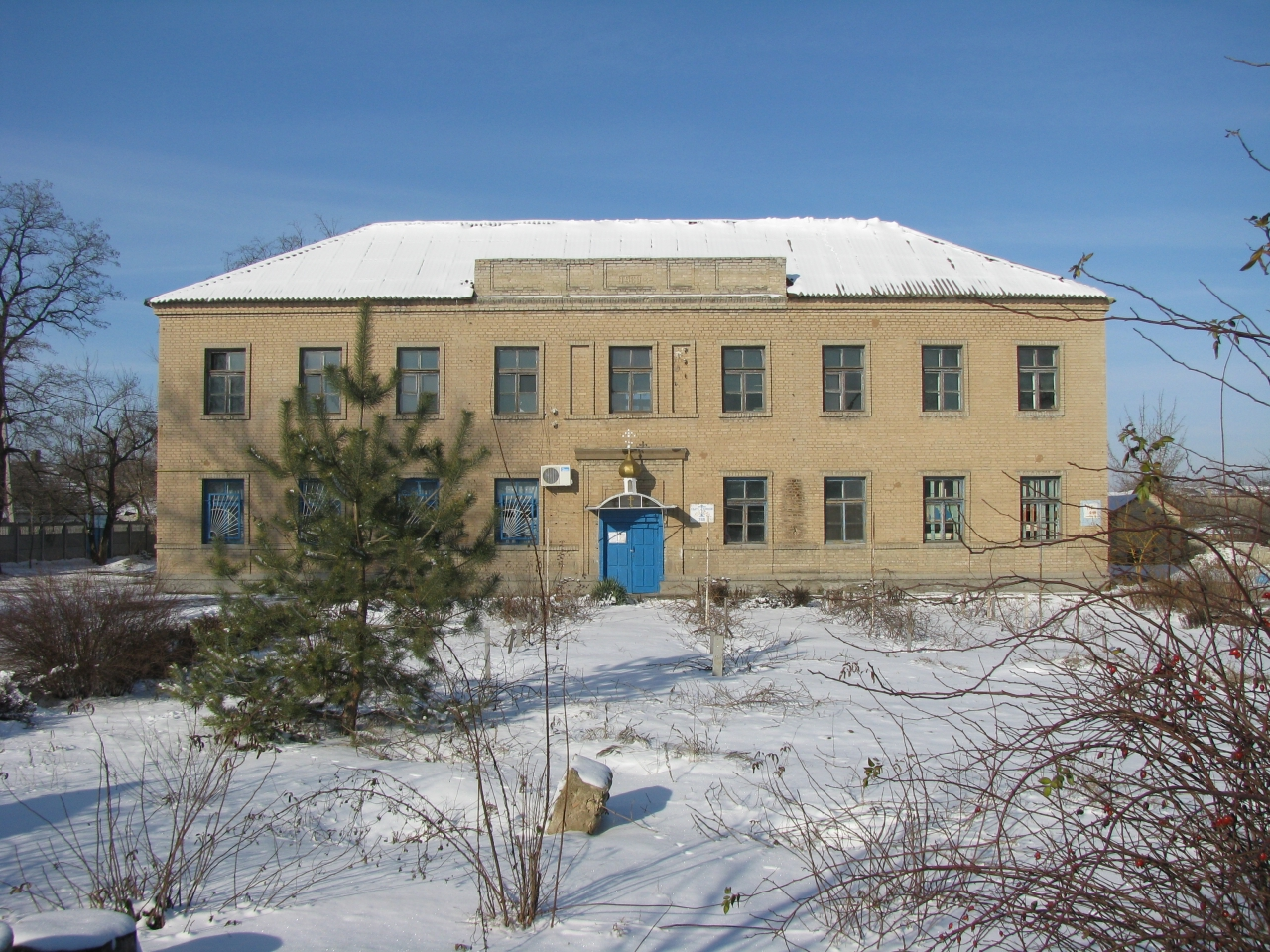
Свято-Успенский храм, переоборудованный из детского сада